# Henry Bone
Pour les articles homonymes, voir Bone.
Henry Bone, né le 6 février 1755 à Truro et mort le 17 décembre 1834 à Londres, est un artiste peintre anglais, spécialisé dans la peinture en émail.

## Biographie
Henry Bone est le fils d'un ébéniste et sculpteur sur bois. Entre douze et seize ans, il commence à travailler à la manufacture de porcelaine de Plymouth, qui est transférée par la suite à Bristol. En 1778, il se rend à Londres, où il est employé comme émailleur en bijouterie avant de se consacrer à la miniature puis à la peinture en émail.
Sa réputation de peintre en émail est établie par le portrait de sa femme, exposé en 1781 à la Royal Academy. Au cours des années 1790, il est même remarqué par le Prince de Galles (futur George IV), qui devient son principal mécène. Au début du XIXe siècle, il est nommé peintre de la cour par George III.
Membre associé de la Royal Academy depuis 1801, Bone en devient membre titulaire en 1811.
Henry Bone a surtout réalisé des portraits et a reproduit sur émail les tableaux de peintres anciens, comme le Titien, ou contemporains, comme Joshua Reynolds, dont il a copié la Jeune fille dormant (ou Fille endormie) en 1794.
Ses fils et élèves, Henry Pierce Bone (en) (1779-1855) et Robert Trewick Bone (en) (1790-1840), auteurs de tableaux à l'huile, se sont également fait connaître en tant que peintres en émail.

## Galerie

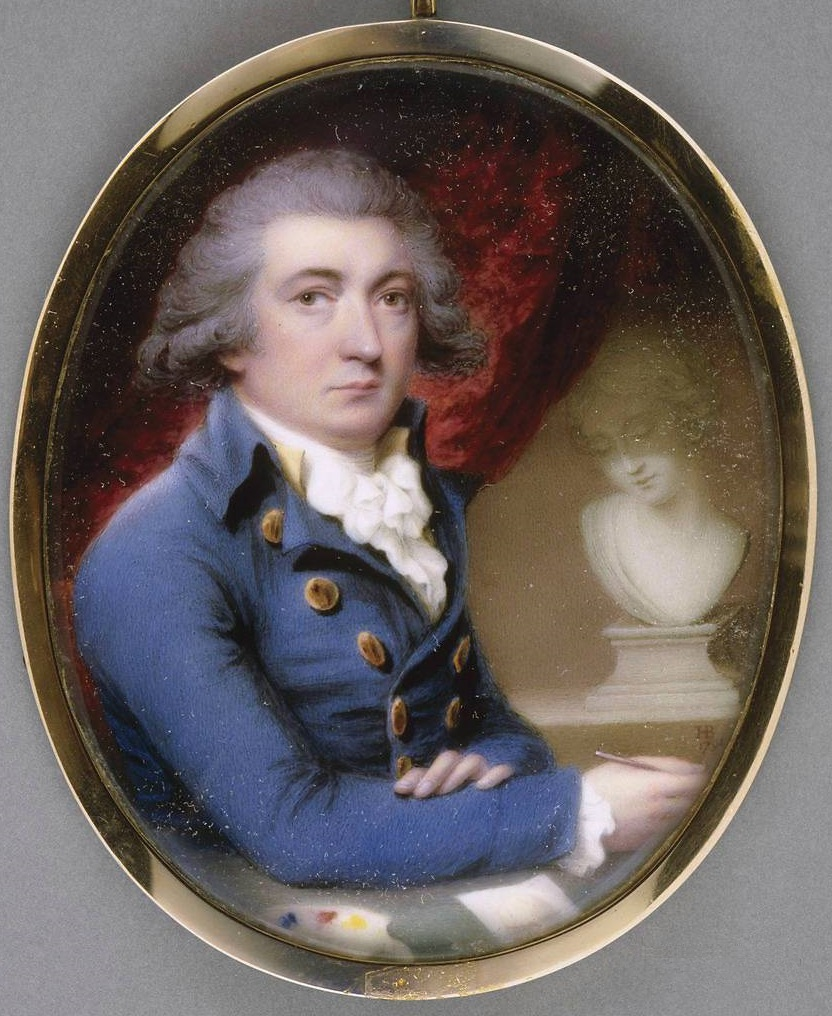
Portrait de l'artiste en habit bleu, 1791, Paris, Musée du Louvre.
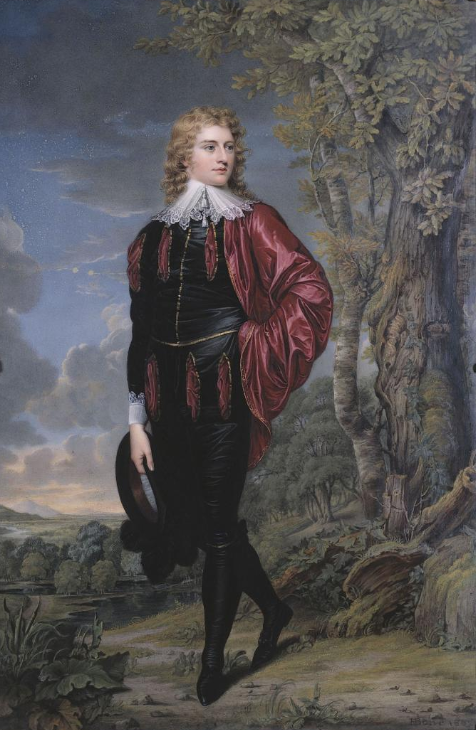
Henry Philip Hope, d'après Guy Head (en), 1802, Paris, Musée Cognacq-Jay.
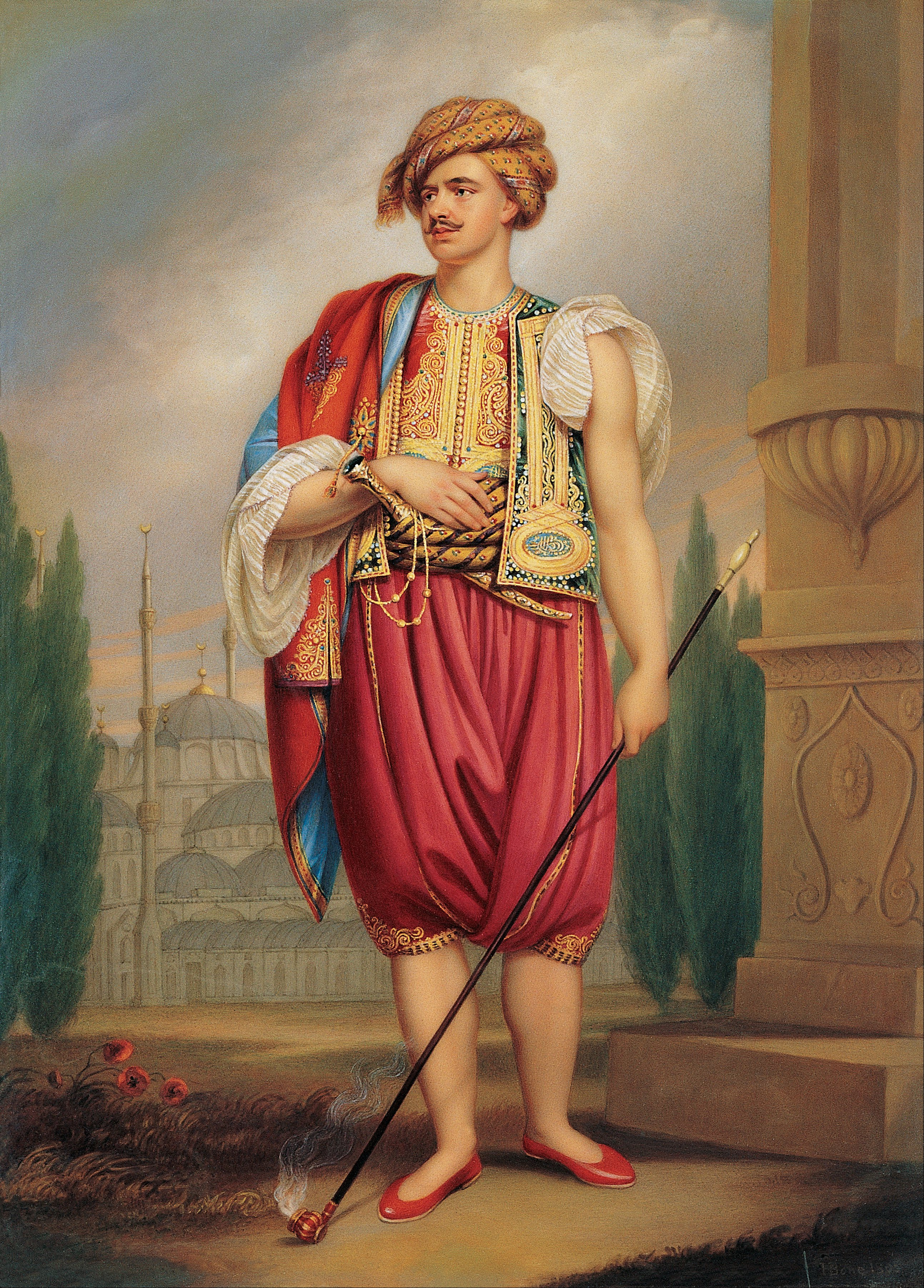
Thomas Hope, d'après William Beechey, vers 1806, Istanbul, Musée Pera.
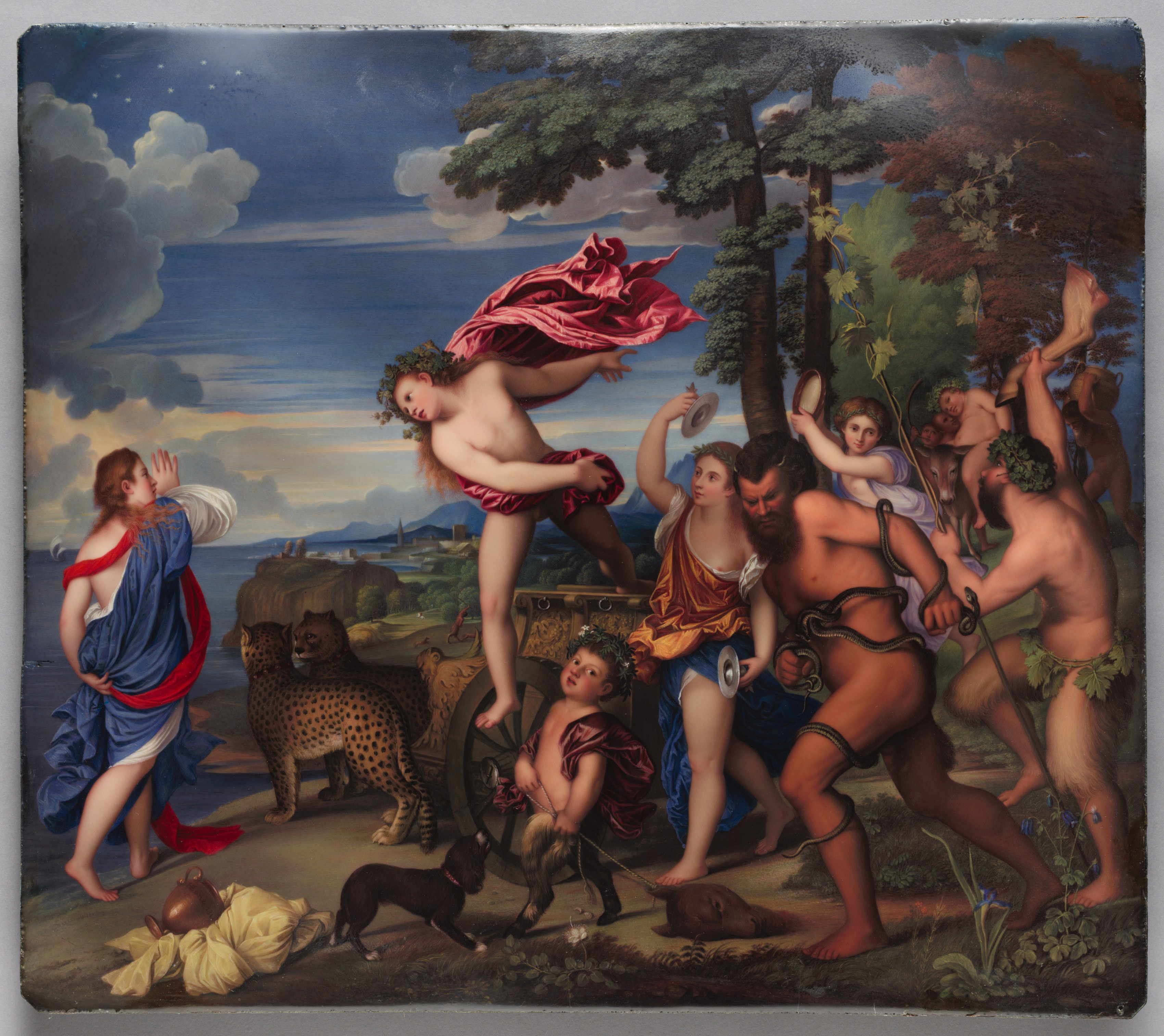
Bacchus et Ariane, d'après le Titien, 1808, Cleveland Museum of Art.
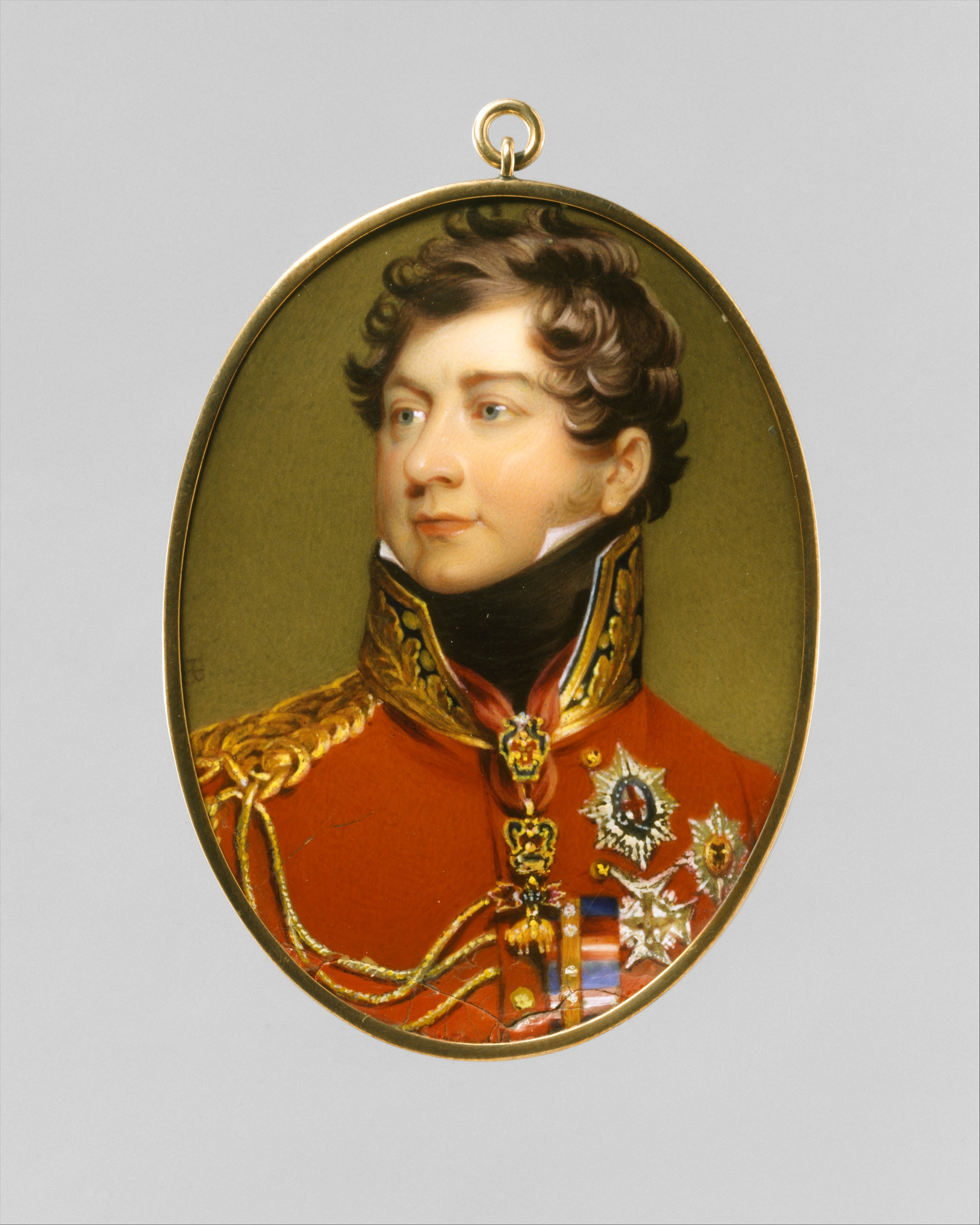
Le Prince régent, d'après Thomas Lawrence, 1816, New York, Metropolitan Museum of Art.